# Darja Zaviršek
Darja Zaviršek, slovenska sociologinja, * 31. avgust 1962, Ljubljana.

## Življenje in delo
Darja Zaviršek je leta 1987 diplomirala na ljubljanski FSPN in prav tam 1991 magistrirala ter 1994 tudi doktorirala. Leta 1987 se je zaposlila na FSD v Ljubljani, in bila 2001 izvoljena za izredno in kasneje za redno profesorico. Deluje tudi na Inštitutu za kriminologijo ljubljanske PF. Raziskovalno in pedagoško se ukvarja s socialno antropologijo, socialnim delom ter zgodovino ženske emancipacije. Objavlja v domačem in tujem strokovnem in znanstvenem tisku. Napisala je več knjig, med drugim tudi: Ženske in duševno zdravje (COBISS) Hendikep in kulturna travma (COBISS). Kot gostujoča profesorica je predavala tudi na več tujih univerzah (Kijev, Budimpešta, Maastricht).